# Marek Šlapal
Marek Šlapal (* 6. října 1975 Brno) je český politik a pedagog, v letech 2012 až 2024 zastupitel Jihomoravského kraje (v letech 2012 až 2015 radní, 2015 až 2020 pak náměstek hejtmana), v letech 2010 až 2012 starosta městské části Brno-Žabovřesky, bývalý člen ČSSD.

## Život
Absolvoval Gymnázium Brno, Slovanské náměstí a následně vystudoval obor religionistika a politologie na Filozofické fakultě Masarykovy univerzity (získal titul Mgr.). Po dokončení vysokoškolských studií působil jako učitel a později zástupce ředitele na Střední odborné škole Morava v Brně-Černovicích.
Marek Šlapal žije v Brně, konkrétně v městské části Brno-Žabovřesky. Je ženatý, má dceru. K jeho koníčkům patří hra na kytaru a rekreační sport.

## Veřejné působení
Od roku 2002 je členem ČSSD, od roku 2003 je předsedou místní organizace ČSSD v Brně-Žabovřeskách. V roce 2015 byl zvolen místopředsedou Krajského výkonného výboru ČSSD Jihomoravského kraje.
V brněnské městské části Žabovřesky působil od roku 2006 nejprve jako zastupitel, radní, od roku 2009 místostarosta, v letech 2010 až 2012 stál v čele žabovřeského zastupitelstva jako starosta.
V roce 2012 byl zvolen do Zastupitelstva Jihomoravského kraje, na ustavujícím zasedání zastupitelstva v listopadu 2012 byl zvolen členem Rady Jihomoravského kraje s gescí pro sociální péči.
Od února 2015 byl náměstkem hejtmana Jihomoravského kraje.  V této funkci se podílel na otevření Domova pro seniory v Újezdu u Brna a rozšíření pobytové kapacity pro seniory. Dlouhodobě také podporuje domácí péči a terénní služby.
Ve volbách v roce 2016 mandát krajského zastupitele obhájil. Byl zvolen náměstkem hejtmana s gescí pro oblasti sociálních věcí a rodinné politiky. Ve své funkci mj. prosadil navýšení počtu úvazků v sociálních službách, aby bylo možné vyhovět příbuzným nemohoucích lidí, kteří potřebují chodit do práce.
V krajských volbách v roce 2020 byl lídrem ČSSD v Jihomoravském kraji. Mandát krajského zastupitele se mu podařilo obhájit. Nicméně v listopadu 2020 skončil ve funkci náměstka hejtmana.
V komunálních volbách v roce 2022 kandidoval za ČSSD do Zastupitelstva města Brna, a to na kandidátce subjektu „ČSSD VAŠI STAROSTOVÉ“, ale neuspěl. Za ČSSD kandidoval i do Zastupitelstva městské části Brno-Žabovřesky, a to v rámci uskupení „Vaše starostka a ČSSD“. V tomto případě se mu mandát zastupitele podařilo obhájit.
Později ukončil členství v SOCDEM. V krajských volbách v roce 2024 kandidoval do Zastupitelstva Jihomoravského kraje jako nestraník za SD-SN v rámci uskupení „STAČILO! v Jihomoravském kraji“ (tj. KSČM, ČSSD, ČSNS, SD-SN, DOMOV), ale mandát krajského zastupitele se mu nepodařilo obhájit.